# Shadow Man
 Shadow Man és un videojoc d'aventures i terror desenvolupat en ambient 3D per Acclaim Studios Teesside i publicat per Acclaim Entertainment en 1999 per les plataformes Nintendo 64, PlayStation, Dreamcast i Microsoft Windows. És un joc basat en un còmic homònim publicat per Valiant Comics. Va tenir una seqüela anomenadaShadow Man 2econd Coming, llançada exclusivament per a la consola PlayStation 2 de Sony en el 2002.
És un joc considerat per molts com "colossal", a causa de l'ambient en el qual es desenvolupa la història, a més de la intrínseca, complicada i inesgotable quantitat de túnels, camins i paratges on el joc es desenvolupa, a més de la seva història complexa i els seus diàlegs realistes i dinàmics.

## Argument
El joc quan es desenvolupa la Zona Viva ho fa en llocs com Bayou Paradise, Louisiana, Texas i Nova York, quan no ho fa a la Zona Morta (Deadsideen anglès). El jugador maneja a un personatge de raça negra conegut com a Michael Le Roi, que és un ex-estudiant de literatura que pel que sembla guarda els secrets del vudú. Després de patir un terrible accident on tota la seva família mor (a excepció d'ell), una sacerdotessa vudú anomenada Mama Nettie (o Agnetta), el salva de morir implantant-li en el seu pit un artefacte vudú conegut com a "Màscara d'Ombres" que allibera un increïble poder que l'ajuda a combatre a la Zona Morta a les forces del mal.
A l'inici del joc, Nettie té un somni profètic en el qual s'aprecia a un grup d'assassins en sèrie coneguts com "els Cinc", liderats per un ésser malvat i diabòlic conegut com a Legió, que des de la Zona Morta (Deadside en anglès) està tractant de deslligar l'Apocalipsi en la Zona Viva (Liveside) a través d'una monumental construcció anomenada L'Asil (Asylum). Després de despertar Mike, ella li diu d'això, a qui instrueix perquè immediatament viatge a Deadside amb el vostre fort vincle emocional amb l'Osset de Peluix del seu germà mort Luke, per reunir-se amb Jaunty, que és una versió de Nettie a la Zona Morta, i a partir d'això, és on comença l'aventura de Michael Le Roi.

## Nivells

### Zona Viva (Liveside)
Bayou Paradise, Louisiana: És una zona pantanosa on comença l'aventura del nostre heroi, a partir d'aquí has de trobar-te amb Nettie, has d'arribar fins a l'església on al trobar-te'l, va a proporcionar uns arxius amb informació dels assassins, a més de la Pistola d'Ombres (Shadow Gun) i l'Ós de Peluix per gran empresa el viatge cap a la Zona Morta.
Presó de Gardella, Texas: En aquesta presó s'amaguen tres dels cincs assassins en sèrie (Milton Pike, Marc Roberto Cruz i Victor Karl Batrachian), la presó és un lloc on pots topar-te amb alguns enemics com presoners decapitats o helicòpters. És un lloc on has d'anar amb molt de compte perquè et pots perdre amb facilitat.
Queens, Nova York: És un immoble abandonat en els suburbis d'aquesta gran ciutat on s'amaga un altre dels cinc assassins en sèrie, Avery Marx (L'assassí de la millora de la llar), és un lloc molt fosc i has de trobar una llanterna per fixar-te per on vas, és un lloc on el sòl es cau amb facilitat. Et trobaràs a Avery Marx en el atico al final.
Estació Subterrània del metro Londres, Anglaterra: És un lloc on inicies a l'habitació de Jack The Ripper, que va ser l'arquitecte que va dissenyar l'Asil. Sortint d'aquí rondarà per les clavegueres fins que aconsegueixis sortir cap al metro. Per poder completar aquesta zona és recomanable tenir ajuntades totes lesEclipsi, és una de les parts més llargues del joc.

### Zona Morta (Deadside)
Portes Òssies (Marrow Gates): És el sender on Mike Le Roi (ara conegut a partir d'aquí com a Shadow Man) comença la seva vagància per la Zona Morta, aquí et toparàs amb Jaunty qui conversarà amb tu sobre la teva missió. Després conforme vas avançant et toparàs amb uns dispositius coneguts comPortes Taüt (Coffin Gates), cada un d'aquests dispositius et condueix a diverses parts de la Zona Morta oa algun arma vudú.
Cambra de la Profecia (Prophecy Chamber / Road of Shadows): És una extensió de les Portes Òssies i com el seu nom ho diu, aquí et trobaràs amb La Profecia, que és un llibre que et mostrarà els secrets de Deadside.

### Terra erma (Wasteland)
Temple de la Vida (Temple of Life): En aquest temple iniciaràs entre unes cataractes, aniràs avançant fins a arribar al pont principal, et toparàs amb alguns enemics i un camí ple de lava i objectes que llancen flames. En aquest temple et trobaràs amb elAsson, el Baton i la Enseigne, a més que en acabar el nivell pots obtenir un estoc de vida més en tenir 100 Codeaux.
Temple de Foc (Temple of Fire): En aquest temple iniciaràs en una sèrie de cavernes que arriben fins a dos grans cascades de sang, en pujar per una de les escales entraràs a diverses parts on accionar un dispositiu que originarà que aparegui una piràmide. Al final del nivell accionar altres dispositius per activar el tatuatgeTouche Gad, que et donarà l'habilitat de tocar i pujar superfícies en flames. En aquest nivell trobaràs armes com elFlambeaui elPoigne, que et proporcionarà l'habilitat de pujar i escalar les cascades de sang.
Temple de les Profecies (Temple of Prophecy): En aquest temple seguiràs caminant fins al final, per obtenir el segon tatuatge Gad, el Marche Gad. Les armes vudú que pots obtenir aquí són el Marteau, que serveix per accionar una sèrie de 3 tambors coneguts comRadaper desbloquejar unes entrades.
Temple de Sang (Temple of Blood): En aquest temple obtens l'últim dels tatuatges Gad, el Nágera Gad, que t'ajuda a nedar en la lava, que és el que abunda més en aquest temple. És una de les parts del joc més complicades per passar. Dins de les armes vudú que pots trobar és el Calabash, que s'usa per a destruir unes superfícies de colors grisos marcades amb un símbol, que serveix per obtenir ítems o passatges secrets.

### L'Asil (Asylum)
Porta Principal (Gateway): Aquesta és l'entrada principal per ingressar a aquest complex macabre, has d'avançar fins al final per abordar un telefèric que et portarà al següent nivell. Dins dels artefactes que et pots trobar hi ha laClau de l'Enginyer, que serveix per obrir portes o activar mecanismes.
Catedral del Dolor (Cathedral of Pain): Després d'abordar el telefèric del nivell anterior arribaràs als portals principals on pots arribar als diferents destins de la Zona Viva on s'amaguen els Assassins en Sèrie. Des del començament, dos d'aquests portals en forma d'un tors humà tallat de la cintura cap amunt estaran oberts, mentre que per obrir els tres restants, has de trobar elsretractorsper activar-los.
Sender de Gàbies (Cageways): Per avançar en aquest nivell has localitzar el tren, un cop a bord l'has d'activar amb la Clau de l'Enginyer per arribar a la segona part d'aquest nivell. Després d'arribar a aquesta part has de buscar el primer retractors, per a això has avançar enganxat a la paret de la dreta i botar per quedar subjectat de les mans i així avançar fins al final per trobar aquesta eina. A més del retractors, trobaràs al principi una de les peces que conformenL'Eclipsi:Li Solei.
Sala de Jocs (Playroom): Hauràs llançar a l'aigua un cop oberta la comporta, hauràs anar amb compte perquè els enemics allà ubicats et rebran a trets. Després de superar-los, hauràs avançar fins a ubicar el segon retractor. Dins dels artefactes que podem trobar en aquesta zona, hi ha el Violator, que dispara una sèrie de municions. Per obtenir el Violator, hauràs de recollir elsAcumuladorsen les diferents destinacions de la Zona Viva on resideixen els Assassins en Sèrie.
Productes de Lava (Lavaducts): Per completar aquest nivell, hauràs arribat fins a un molí que gira parcialment submergit en un pou de lava. Abans d'això, cal activar la palanca per encendre el molí. Pots nedar al llac de lava per obtenir més ítems i sortir al segon molí sempre que tinguis el Nágera Gad per realitzar-lo.
Ciutat Subterrània (Undercity): De totes les zones de l'Asil és la que pràcticament no té estanys de lava o foc. En una zona molt fosca i hauràs de fer servir el Flambeau per poder avançar; hauràs arribat fins a dalt de dues plataformes giratòries gegants per seguir endavant i trobar l'últim retractors.
Bloc de Motor (Engine Block): Quan arribes a Cageways veuràs que a la dreta podràs veure un altre telefèric similar al de la Catedral del Dolor, hauràs abordar per arribar a la següent part del joc. En baixar podran veure a Luke (el germà mort de Mike) que t'està trucant, hauràs seguir-lo fins a arribar a la part principal d'aquest nivell, veuràs que hi ha activats quatre pistons que pugen i baixen ininterrompudament i Luke es troba l'altre costat. No intentis saltar, ja que no podràs avançar cap a on està ell. Per desactivar hauràs matar tres dels Assassins en Sèrie (Jack, Marx i Batrachian) i aconseguir elsPrismes, que obriran les denominadesPortes d'Ànimes(Soul Gates) que són portals que et porten a tres diferents zones de l'Asil, avançant cap al final trobaràs els dispositius que hauràs de fer funcionar mitjançant la Clau de l'Enginyer per desactivar els pistons. Després de realitzar això coneixeràs Legió.

## Armes

### De la Zona Viva
- Pistola d'Ombres (Shadow Gun): És una pistola que té com a avantatge ser de municions il·limitades. Però quan estàs a la Zona Morta seu poder és molt més sorprenent, amb ella podràs destruir els Govique tanquen les Ànimes Fosques (cosa impossible a la Zona Viva), a més que en augmentar el teu nombre d'Ànimes Fosques seu poder i abast s'incrementarà.

- El Osset de Peluix (Teddy Bear): Et servirà per transportar entre ambdós mons (Zona Viva i Zona Morta).

- Escopeta (Shotgun): És una escopeta que et trobaràs a Bayou Paradise, a més d'una segona en la Presó de Texas. No funciona a la Zona Morta.

- MP-909: És una metralleta que dispara una sèrie de municions, La trobaràs a la Presó de Texas. És inservible a la Zona Morta.

- O.9-SMG: Igual que la seva germana donada aquí dalt, dispara una càrrega de trets. És inservible a la Zona Morta.

- Llanterna (Flashlight): Útil per avançar en parts fosques, es troba a Queens. No funciona a la Zona Morta.

- Targeta Clau (Key Card): Aquesta targeta la prendràs de les mans d'un presoner assassinat a la Presó de Texas, la usaràs per obrir les reixes en aquest lloc. No serveix a la Zona Morta.

- Arxius de Nettie (Nettie's Files): És informació sobre cada un dels assassins en sèrie del joc.

- Diari de Jack (Jack's Journey): Aquest diari té informació per desactivar els pistons del Bloc del Motor. Ho trobaràs a l'habitació de Jack a Londres.

### Artefactes Vudú
- Asson: Té la forma d'una calavera, dispara unes boles de foc que requereix energia vudú per funcionar. Aquesta energia es pot prendre dels cranis grocs.

- Baton: Et serveix per transportar-de diversos punts de la Zona Morta a un altre. A més que et serveix per atacar.

- Flambeau: Serveix per cremar unes portes de pell que contenen elements o un passadís secret, pot usar-se com llanterna. Requereix molta energia vudú.

- Enseigne: S'usa com un escut. És l'arma vudú que més ràpid gasta energia vudú.

- Marteau: És un artefacte que s'usa per obrir passatges secrets mitjançant els tamborsRada. També es pot usar per atacar.

- Calabash: És un petit artefacte per provocar una explosió quan es "sembra" a terra. S'usa per destruir els veves que hi ha en alguns llocs i que et guien passadissos secrets o més elements. No es recomana estar a prop en el moment que explota.

### Artefactes de l'Asil
- Clau de l'Enginyer (Engineer Key): Aquesta eina és útil per obrir portes segellades o activar dispositius com ara el tren de la Sendera de Gàbies o els pistons del Bloc de Motor.

- Retractor: S'insereix en una mena de tors humà per obrir els tres destinacions restants de la Zona Viva (Londres, Nova York i part principal de la Presó de Texas) per així trobar-te amb els tres assassins restants.

- Acumulador (Acumulator): Trobaràs cinc d'aquests a la Zona Viva (Un a Londres, un altre a Nova York i 3 a la Presó de Texas). Agafa-ho per intercanviar-los pel Violator localitzat a la Sala de Jocs de l'Asil.

- Violator: És una arma que pot alliberar càrregues de fins a 999 municions. És una arma molt similar a la d'un dels enemics de l'Asil. En apropar-te a algun enemic podràs liquidar obrint-li un buit al pit.

- Prismes: Són tres i els obtindràs després de matar a Jack 2, Avery Marx i Victor Batrachian. Et serviran per obrir les Portes d'Ànimes localitzades al final de cada un dels seus amagatalls. En obrir les Portes d'Ànimes podràs accedir a les parts més profundes de l'Asil i desactivar tres dels quatre pistons del Bloc de Motor.